# Памятник Иоанну Павлу II (Трсат)
Памятник папе римскому Иоанну Павлу II — памятник в хорватском Трсате. Расположен напротив Базилики Девы Марии. Бронзовая фигура папы Иоанна Павла II создана скульптором Антуном Юркичем (Antun Jurkić). Открыт 10 мая 2005 года Посвящен Иоанну Павлу II за его миссионерскую деятельность в Хорватии, которую он посещал несколько раз. Открывал памятник хорватский кардинал Йосип Бозанич.